# The Charlatans (альбом, 1995)
The Charlatans — четвёртый студийный альбом британской рок-группы The Charlatans, изданный 28 августа 1995 года английским инди-лейблом Beggars Banquet Records.
Альбом The Charlatans получил в целом благоприятные отзывы от музыкальных критиков, некоторые из которых высоко оценили его музыкальность; ретроспективные комментарии журналистов говорят, что он помог продлить карьеру группы. Альбом возглавил чарты в Шотландии и Великобритании, а также попал в чарт в Швеции. Все три сингла альбома попали в топ-40 в Шотландии и Великобритании, причём «Just When You’re Thinkin' Things Over» заняла самые высокие места в чартах — пятое и 12-е, соответственно. Melody Maker, New Musical Express и Select включили альбом в свои списки лучших релизов года, а Melody Maker включил его в список 100 лучших альбомов всех времён.

## История
The Charlatans выпустили свой третий студийный альбом Up to Our Hips в марте 1994 года на лейбле Beggars Banquet Records. Он вышел примерно в то время, когда зарождались сцены брит-попа и lad-культуры. Up to Our Hips попал в топ-10 альбомных чартов как в Шотландии, так и в Соединённом Королевстве. Два сингла, а именно «Can’t Get Out of Bed» и «I Never Want an Easy Life If Me and He Were Ever to Get There», достигли вершины в UK Singles Chart. Группа продвигала альбом туром по США, фестивалями в Брюсселе и Нидерландах и несколькими британскими концертами с Gene. Дальнейшие гастроли были отменены из-за кисты, выросшей на ягодицах басиста Мартина Бланта; после этого группа взяла перерыв на несколько недель.

## Отзывы
| Оценки критиков               | Оценки критиков |
| Источник                      | Оценка          |
| ----------------------------- | --------------- |
| AllMusic                      | [ 8 ]           |
| Alternative Rock              | 8/10            |
| Entertainment Weekly          | B               |
| The Guardian                  | [ 11 ]          |
| NME                           | 6/10            |
| The Rolling Stone Album Guide | [ 13 ]          |

Альбом The Charlatans получил в целом благоприятные отзывы от музыкальных критиков. Эрлевайн назвал его «самым амбициозным, целенаправленным и успешным альбомом The Charlatans», но отметил, что временами он «слишком сильно полагается на танцевальные инструменталы». Дэвид Н. Мейер из Entertainment Weekly сказал, что это «энергичный, искренний и немного тонкоголосый […] The Black Crowes с более тупыми ссылками». Автор NME Кит Кэмерон отметил, что альбом «однозначно ощущается как заявление о намерениях», добавив, что благодаря различным влияниям, группа была способна «впитать чувствительность оптом, оставив в покое инкриминирующие специфические детали».
Уиллс считал, что группа «действительно реализовала свой потенциал, заложенный в раннем манчестерском плавильном котле, по-настоящему и захватывающе исследуя возможности» своего звучания. Робб сказал, что альбом был «переполнен» уверенностью в себе и стал тем релизом, где они «отбросили все маскировки и вышли сами собой, заложив основу для своего абсолютно индивидуального звучания». Автор Сьюзан Уилсон в своей книге «The Charlatans — Northwich Country Boys» (1997) сказала, что этот альбом «полностью возродил их карьеру, вернув их на карту как одну из лучших британских групп десятилетия». Карпентер отметил, что альбом «остался любимцем фанатов, диском, к которому всегда можно вернуться, чтобы напомнить, почему эта группа осталась». Автор Дэйв Томпсон в своей книге «Alternative Rock» (2000) написал, что альбом «продолжает то, на чем остановились Hips, только теперь в игру вступила и уверенность группы в себе».

## Список композиций
Все песни написаны Мартином Блантом, Джоном Бруксом, Тимом Бёрджессом, Марком Коллинзом и Робом Коллинзом
| №   | Название                                | Продюсеры                                 | Длительность |
| --- | --------------------------------------- | ----------------------------------------- | ------------ |
| 1.  | «Nine Acre Court»                       | The Charlatans Dave Charles Steve Hillage | 3:45         |
| 2.  | «Feeling Holy»                          | The Charlatans Charles Hillage            | 5:16         |
| 3.  | «Just Lookin · »                        | The Charlatans Charles Hillage            | 3:49         |
| 4.  | «Crashin' In»                           | Hillage                                   | 5:02         |
| 5.  | «Bullet Comes»                          | The Charlatans Charles Hillage            | 5:25         |
| 6.  | «Here Comes a Soul Saver»               | The Charlatans Charles                    | 3:23         |
| 7.  | «Just When You're Thinkin' Things Over» | The Charlatans Charles                    | 4:51         |
| 8.  | «Tell Everyone»                         | The Charlatans Charles                    | 3:32         |
| 9.  | «Toothache»                             | The Charlatans Charles Hillage            | 5:16         |
| 10. | «No Fiction»                            | The Charlatans Charles Hillage            | 3:58         |
| 11. | «See It Through»                        | The Charlatans Charles Hillage            | 4:08         |
| 12. | «Thank You»                             | The Charlatans Charles                    | 3:34         |

## Чарты
| Чарт (1995)                       | Высшая позиция |
| --------------------------------- | -------------- |
| Шотландия (Scottish Albums Chart) | 1              |
| Швеция (Sverigetopplistan)        | 28             |
| Великобритания (UK Albums Chart)  | 1              |

## Сертификации
| Регион                                                      | Сертификация | Продажи  |
| ----------------------------------------------------------- | ------------ | -------- |
| Великобритания (BPI)                                        | Золотой      | 100 000^ |
| ^ Данные о тиражах приведены только на основе сертификации. |              |          |